# Хуан Мартінес де Росас
Хуан Мартінес де Росас-і-Корреа (ісп. Juan Martínez de Rozas y Correa; 28 грудня 1759, Мендоса, генерал-капітанство Чилі, Іспанська імперія — 16 травня 1813, Мендоса, Об'єднані провінції Ріо-де-ла-Плати) — чилійський політичний діяч, голова Першої хунти Чилі з 27 лютого по 2 квітня 1811 року. Один з перших борців за незалежність Чилі.

## Життєпис
Народився в Мендосі (тоді — Чилі, зараз — Аргентина) 28 грудня 1759 року в родині Хуана Мартінеса де Сото і Росаса та Марії Корреа і Вільєгас. Навчався в Королівському університеті Сан-Феліпе. У молоді роки був професором права, теології та філософії в Сантьяго.
1788 року тимчасово обіймав посаду інтенданта провінції Консепсьйон. З 1808 року був секретарем останнього іспанського губернатора Чилі Франсіско Антоніо Гарсія Карраско. Свою посаду використовував для підготовки та організації чилійського національного руху, що виник після того, як наполеонівська Франція окупувала Іспанію, що відтак залишилася без монарха.
1810 року був одним із лідерів руху за створення в Чилі Хунти для управління державою на час відсутності короля Іспанії. 18 вересня Хунта була створена; Росас став її членом, хоча відігравав провідну роль в її діяльності. З 27 лютого по 2 квітня тимчасово очолював Хунту, оскільки її президент Матео де Торо Самбрано та віцепрезидент Хосе Антоніо Мартінес де Альдунате померли. В часи існування Першої хунти Росас очолював таку політичну тенденцію як екстремісти (exaltados), що домагалися встановлення в Чилі якомога ширшої автономії та проведення масштабних і швидких реформ. Зокрема, під впливом Росаса в часи Хунти було введено свободу торгівлі, розпочато організацію армії, скликано Перший Національний конгрес Чилі.
Після заколоту Томаса де Фігероа (1 квітня 1811) вплив Росаса почав зменшуватися. Цьому, зокрема, сприяло те, що почали наростати розбіжності у поглядах серед послідовників Росаса та жителів Сантьяго.
Наприкінці 1811 року диктатуру в Чилі встановив Хосе Мігель Каррера — політичний супротивник Росаса. Каррера домігся вигнання Росаса. 1812 року Росас був змушений емігрувати до рідної провінції Мендоса, яка на той час уже перейшла до Об'єднаних провінцій Ріо-де-ла-Плати. Там Хуан Мартінес де Росас помер 16 травня 1813 року.